# Philadelphus coulteri
Philadelphus coulteri är en hortensiaväxtart som beskrevs av S. Wats. Philadelphus coulteri ingår i släktet schersminer, och familjen hortensiaväxter. Inga underarter finns listade i Catalogue of Life.